# Brad Guzan
Bradley Edwin Guzan (* 9. září 1984 Evergreen Park) je americký profesionální fotbalový brankář, který chytá za americký klub Atlanta United FC, jehož je kapitánem. Mezi lety 2006 a 2019 odchytal také 63 utkání v dresu americké reprezentace,

## Klubová kariéra
Guzan hrál dva roky v univerzitní lize za University of South Carolina. Poté, co chvíli hrál za rezervní tým Chicaga Fire v USL Premier Development League, rozhodl se podepsat smlouvu v projektu Generation Adidas.

### CD Chivas USA
Z projektu Generation Adidas byl v roce 2005 vydraftován týmem CD Chivas USA. V roce 2007 byl Guzan jmenován nejlepším brankářem ligy. Během působení v Chivas mu fanoušci začali přezdívat „El Gusano“ (v překladu červ).

### Aston Villa FC

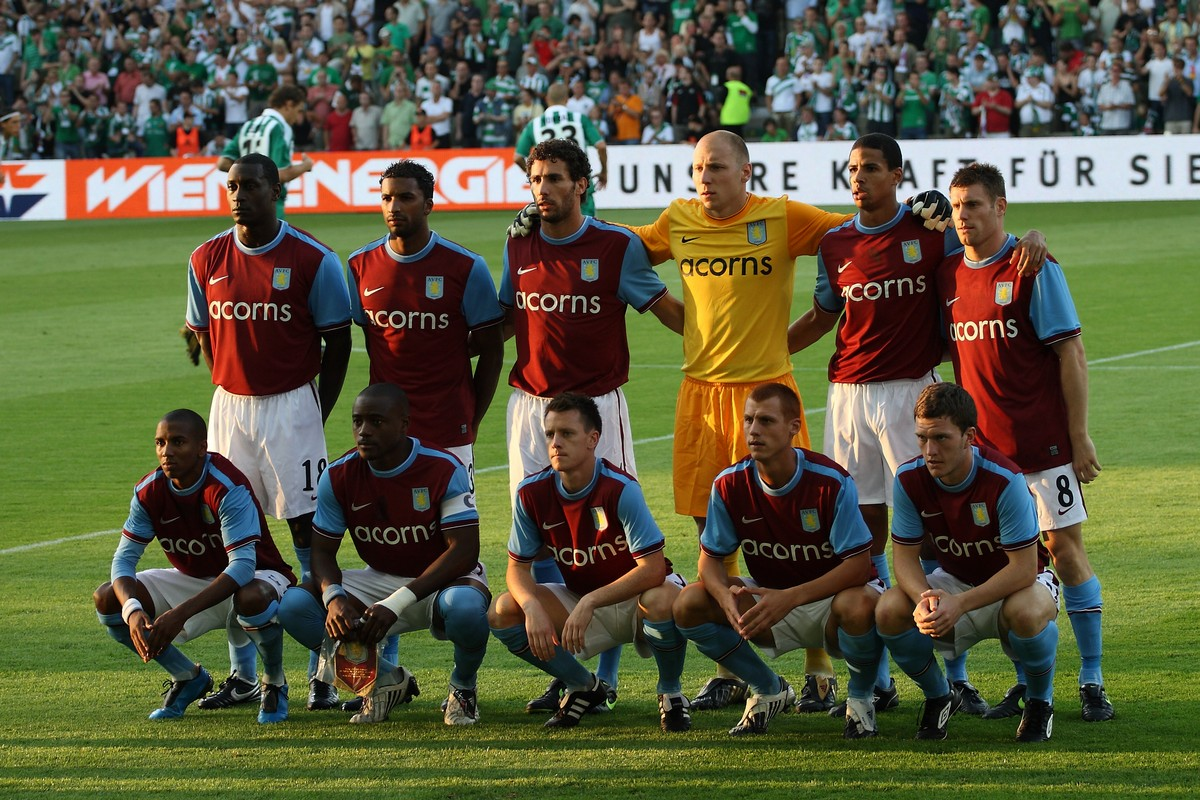
Guzan (ve žlutém) v dresu Aston Villy

V lednu 2008 Aston Villa poslala nabídku dvou milionů liber za mladého brankáře Chivas, Chivas ale nabídku odmítnulo. V červenci ale Guzan do Aston Villy přestoupil za 600 tisíc liber. Chivas nabídku přijali, jelikož Guzanovi končila smlouva a v lednu 2009 by tak mohl do Anglie přestoupit zadarmo. Guzan za Villu debutoval v září v utkání ligového poháru proti Queens Park Rangers. V evropských pohárech debutoval v Poháru UEFA proti Slavii Praha. Zápas skončil výhrou Aston Villy 1:0.
Navzdory dobré přípravě před sezonou 2009/10 dostal v brance Villy přednost Brad Friedel. Do brány se dostával v ligovém poháru. V jeho osmifinálovém utkání proti Sunderlandu vychytal v utkání 4 penalty, jednu přímo v zápase, tři v penaltovém rozstřelu. Navzdory tomuto výkonu dostal ve finále proti Manchesteru United opět šanci Friedel.

#### Hull City AFC (hostování)
Na silvestra 2010 odešel Guzan na jednoměsíční hostování do druholigového Hullu. Debutoval na Nový rok proti Leicesteru. První čisté konto udržel v utkání proti Barnsley FC. Na konci ledna se hostování o měsíc prodloužilo. Před návratem do Villy odehrál v dresu Hullu 11 utkání. Začátkem března se ale Hullu zranila brankářská jednička Vito Mannone a Guzan se na krátkou dobu do Hullu vrátil.

#### Návrat do Aston Villy
V prosinci 2011 se Guzan dostal do hry díky zranění brankářské jedničky Shaye Givena.

### Middlesbrough FC
V červenci 2016 Guzan podepsal dvouletou smlouvu s Middlesbrough FC, který právě postoupil do Premier League.

### Atlanta United FC
V lednu 2017 Guzan podepsal smlouvu v nově vzniklém týmu MLS, v Atlantě United. V roce 2018 pomohl Atlantě k vítězství v lize.

## Osobní život
Guzan je polsko-amerického původu. Je křesťan.